# Chen Jin
Chen Jin (en chinois simplifié : 陈金), né le 14 janvier 1986 à Handan en Chine, était un joueur professionnel de badminton, il est à présent l’entraîneur et coach des simples féminins de l'équipe de Chine.
En 2008, il a remporté la médaille de bronze aux Jeux olympiques de Pékin dans la catégorie « simple homme ». Le 29 août 2010, il s'impose, pour la première fois de sa carrière, en finale des championnats du monde face à Taufik Hidayat en 2 sets, ayant préalablement écarté Peter Gade en demi-finale.

## Carrière professionnelle

### Palmarès
Compétitions internationales
| Rang                      | Année | Lieu                |
| ------------------------- | ----- | ------------------- |
| Jeux olympiques :         |       |                     |
| 3                         | 2008  | Pékin, Chine        |
| Championnats du monde :   |       |                     |
| 3                         | 2011  | Londres, Angleterre |
| 1                         | 2010  | Paris, France       |
| 2                         | 2009  | Hyderâbâd, Inde     |
| 1/4 de finale             | 2006  | Madrid, Espagne     |
| Championnats asiatiques : |       |                     |
| 1 (par équipes)           | 2006  | Doha, Qatar         |